# کولیری
کولیری (به ایتالیایی: Cuglieri) یک کومونه در ایتالیا است که در استان اریستانو واقع شده‌است.

## خصوصیات
کولیری ۱۲۰٫۵ کیلومترمربع مساحت و ۳٬۰۱۵ نفر جمعیت دارد و ۴۷۹ متر بالاتر از سطح دریا واقع شده‌است.